# 4 juillet 1971
Le dimanche 4 juillet 1971 est le 185e jour de l'année 1971.

## Naissances
- Andy Creeggan, musicien canadien
- Ani Chöying Drolma, nonne du bouddhisme tibétain et musicienne
- David Finch, dessinateur de bandes dessinées
- Estelle Skornik, actrice française
- Gilles Boyer, conseiller politique français
- Kate Dickie, actrice britannique
- Ned Zelic, footballeur australien
- Steve Rucchin, joueur de hockey sur glace canadien
- Thomas Girst, écrivain allemand
- Vítězslav Tuma, footballeur tchèque

- Koko, femelle gorille

## Décès
- August Derleth (né le 24 février 1909), écrivain américain
- Ernesto Cucchiaroni (né le 16 novembre 1927), footballeur argentin
- Károly Weichelt (né le 2 mars 1906), footballeur roumain
- Raymond Feuillate (né le 13 mai 1901), peintre français

## Événements
- (Formule 1) : victoire de Jackie Stewart sur une Tyrrell-Ford au Grand Prix automobile de France